# Martin Crusius
Pour les articles homonymes, voir Crusius.
Martin Crusius, Humaniste et helléniste allemand, né le 19 septembre 1526 à Walkersbrunn (aujourd'hui part de Gräfenberg) près d'Erlangen, mort le  25 février / 6 mars 1607 à Tübingen.

## Biographie
Il enseigna la morale, le grec et le latin à Tubingue. Son amitié avec Théodose Zygomalas, haut dignitaire patriarcal à Constantinople, philologue et copiste de manuscrits grecs, est devenue célèbre : les deux sont à l'origine du philhellénisme, ce courant idéologique  qui a suscité l'intérêt des intellectuels en Europe pour les Grecs de leur temps, les considérant comme descendants des Hellènes et des Byzantins. Son journal (Diarium Martini Crusii) est conservé dans la Bibliothèque universitaire de Tubingue (http://www.ub.uni-tuebingen.de).
On lui doit entre autres publications : 
- Grammaticæ graecae cum latina congruentis pars prima (et altera). Bâle, 1552 et 1563 ;
- Poetarum græcorum libri duo, en vers, latin, 1567 ;
- Germanogræciæ libri sex, 1584 ;
- Turco-Græciæ libri octo, 1584 (en ligne) ;
- Latino-graecum dictionarium 1563 ;
- Annales suevici, 1594 ;
- des commentaires sur Démosthène, sur Homère, etc.